# Biserica „Intrarea în templu a Maicii Domnului” din Caragaș
Biserica „Intrarea în templu a Maicii Domnului” este o biserică amplasată în Caragaș, Unitățile Administrativ-Teritoriale din Stînga Nistrului, Republica Moldova. Este un monument arhitectural de importanță națională inclus în Registrul monumentelor Republicii Moldova ocrotite de stat cu nr. 1290 (raionul Slobozia). Datează de la sf. sec. XIX – înc. sec. XX.